# 李興文
李興文（1967年07月19日—），臺灣男演員、導演，演過多部台灣電視劇

## 生平
李興文出身眷村軍人世家，17歲讀大安高工建築科時踏入演藝圈，曾參加過多部電視劇、電影的演出，另外也有主持、廣告的紀錄。
- 李興文是中華民國海軍陸戰隊457梯次入伍、652團士官退伍。在拍攝1990年華視《大兵日記》時，李興文正在海軍陸戰隊服役，是臺灣第一個外調拍戲的現役軍人。而2010年民視《新兵日記》劇本是接續《大兵日記》發展，也沿用了『丁浩』這個角色，仍由李興文飾演，從班長延伸到連長。而這2部戲幕後推手都是1997年後任民視總經理的陳剛信（時任民視總經理），他於擔任華視節目部經理期間主導籌拍《大兵日記》。
- 李興文笑言，自己曾以臺視《流氓教授》入圍金鐘獎最佳男配角，已經擔任頒獎人很多次了；演了20多年戲，其實最想要得到演員類的獎項，也算是給媽媽一個交代；不過沒有得獎也好，這樣永遠都把自己當作新人看待。

## 電視劇
| 年度   | 播出頻道         | 劇名                         | 飾演          |
| ------ | ---------------- | ---------------------------- | ------------- |
| 1991年 | 華視             | 《大兵日記》                 | 丁浩          |
| 1991年 | 中視             | 《長官好》                   | 方可飛        |
| 1992年 | 華視             | 《意難忘》                   | 王子侯        |
| 1993年 | 華視             | 《大地勇士》                 | 王威          |
| 1994年 | 華視             | 《七俠五義》第六單元-雙姝怨  | 柴心農        |
| 1994年 | 台視             | 《大審判》                   | 李七侯        |
| 1995年 | 華視             | 《白鷺鷥的幻想》             | 江文也        |
| 1996年 | 華視             | 《三國英雄傳之關公》         | 孫權          |
| 1996年 | 中視             | 《斷掌順娘》                 | 李福財        |
| 1998年 | 中視             | 《世間父母》                 | 邱敏雄        |
| 1998年 | 華視             | 《午夜情挑》                 | 陳子建        |
| 2001年 | 大愛電視台       | 《燕子啊》                   | 陳營迪        |
| 2001年 | 台視             | 《流氓教授》                 | 丁台生        |
| 2002年 | 三立台灣台       | 《海波浪》                   | 郭桂彬        |
| 2002年 | 三立都會台       | 《MVP情人》                  | 董奇深        |
| 2003年 | 三立都會台       | 《西街少年》                 | 高洪健        |
| 2004年 | 民視             | 《意難忘》                   | 李泉水(阿水)  |
| 2004年 | 台視             | 《台灣百合》                 | 嚴峻          |
| 2006年 | 民視             | 《夫妻天註定》               | 林敬堂        |
| 2006年 | 民視             | 《愛》                       | 李中和        |
| 2007年 | 衛視中文台       | 《黑糖瑪奇朵》               | 馬父          |
| 2008年 | 民視             | 《娘家》                     | 彭建明        |
| 2008年 | 中視、八大綜合台 | 《籃球火》                   | 教練          |
| 2010年 | 民視             | 《新兵日記》                 | 丁浩          |
| 2011年 | 民視             | 《夜市人生》                 | 葉世豪        |
| 2011年 | 民視             | 《父與子》                   | 楊若山        |
| 2012年 | 民視             | 《風水世家》                 | 林國輝        |
| 2014年 | 台視             | 《艋舺的女人》               | 劉文輝        |
| 2014年 | 公視             | 《水源地》                   | 楊醫師        |
| 2015年 | 大愛電視台       | 《幸福在我家》               | 軍人          |
| 2016年 | 公視             | 《關老爺》                   | 何仁寬        |
| 2016年 | 民視             | 《春花望露》                 | 李添貴 (客串) |
| 2016年 | 華視             | 《精神戰力週》—單元劇        | 羅家雄        |
| 2017年 | 台視             | 《植劇場－夢裡的一千道牆》   | 父親          |
| 2017年 | 民視             | 《幸福來了》                 | 高文進        |
| 2018年 | TVBS歡樂台       | 《女兵日記》                 | 潘有義        |
| 2018年 | TVBS歡樂台       | 《女兵日記女力報到》         | 潘有義        |
| 2019年 | 緯來電影台       | 《浮士德遊戲2》              | 陳國輝        |
| 2019年 | TVBS歡樂台       | 《女力報到－小資女上班記》   | 潘有義        |
| 2020年 | 大愛電視台       | 《大林學校》                 | 林欽隆        |
| 2020年 | TVBS歡樂台       | 《女力報到－愛神出任務》     | 潘有義        |
| 2020年 | TVBS歡樂台       | 《女力報到－最佳拍檔》       | 潘有義        |
| 2022年 | TVBS歡樂台       | 《加油喜事》                 | 林賦康        |
| 2023年 | 公視             | 《國際橋牌社外傳：和平歸來》 | 敖光德        |
| 2023年 | 三立台湾台       | 《天道》                     | 江道成 江重仁 |
| 2024年 | 華視、公視台語台 | 《孔雀魚》                   | 嚴家文        |

## 電影
| 年度   | 片名                    | 飾演   |
| ------ | ----------------------- | ------ |
| 1986年 | 《我兒漢生》            | 漢生   |
| 1987年 | 《黑皮與白牙》          | 駱駝   |
| 1987年 | 《報告班長》            | 林偉揚 |
| 1987年 | 《白色酢漿草》          | 阿富   |
| 1987年 | 《起床號》              | 劉森忠 |
| 1988年 | 《隔壁班男生》          | 李興文 |
| 1988年 | 《隔壁班男生2同學會》   | 李興文 |
| 1988年 | 《報告班長2》           | 莊人傑 |
| 1988年 | 《菜刀與六個朋友》      | 張至成 |
| 1989年 | 《天龍地虎》            | 李新   |
| 1989年 | 《過河小卒》            | 刑警   |
| 1989年 | 《第一次約會》          | 游復生 |
| 1989年 | 《風雨操場》            | 林偉克 |
| 1990年 | 《三點突破》            | 小伍   |
| 1990年 | 《成功嶺2全面出擊》     | 陳家寶 |
| 1990年 | 《少爺當大兵》          | 班長   |
| 1990年 | 《金馬大兵》            |        |
| 1992年 | 《少年吔，安啦！》      | 阿文   |
| 1993年 | 《想飛之傲空神鷹》      | 皮向敢 |
| 1996年 | 《報告班長4拂曉出擊》   | 李興文 |
| 1997年 | 《報告班長5：女兵報到》 | 丁浩   |
| 2008年 | 《一八九五乙未》        | 林天霸 |
| 2016年 | 《奇幻同學會》          | 章文慶 |
| 2021年 | 《生而為人》            | 楊國英 |
| 2023年 | 《粽邪3：鬼門開》       | 武雄   |
|        | 《解碼》                |        |

### 微電影
| 年度   | 片名                            | 飾演 |
| ------ | ------------------------------- | ---- |
| 2012年 | 《愛上臺北》                    | 司機 |
| 2016年 | 《傳情遞愛─爸爸我現在過的很好》 | 執導 |
| 2018年 | 《爸爸回來了》                  | 員工 |
| 2020年 | 《台北市就業服務處》            | 老闆 |

## 舞台劇
- 2016年：《最遙遠的距離─闡揚孝道與反毒》執導、監製

## MV
- 1990年：江蕙、洪榮宏《憂愁的牡丹》專輯中的「風風雨雨這多年」
- 1994年：萬芳《新不了情》
- 2006年：董事長樂團《可愛的車》

## 指導作品

### 電視劇
| 年度   | 播出頻道 | 劇名                 | 職務 | 備註 |
| ------ | -------- | -------------------- | ---- | ---- |
| 2022年 |          | 黑水溝傳奇之鄭王復台 | 導演 |      |

## 主持作品
| 年度              | 播出頻道   | 節目名稱       | 飾演         |
| ----------------- | ---------- | -------------- | ------------ |
| 1997年～2001年    | 衛視中文台 | 《臺灣探險隊》 | 第一任主持人 |
| 1998年～2004年5月 | 三立都會台 | 《台灣全記錄》 | 第二任主持人 |
| 1999年～2000年    | 衛視中文台 | 《生死一瞬間》 | 第一任主持人 |

## 出版作品

### 書籍
| 年度   | 書名                     | 作者       | 出版社   | ISBN               |
| ------ | ------------------------ | ---------- | -------- | ------------------ |
| 2003年 | 《台灣全記錄（高山篇）》 | 三立電視台 | 臺視文化 | ISBN 9789575655815 |

## 副業
- 2004年：《ROOF‧ISLAND屋頂棕櫚餐聽》
- 2006年：投資製作《王建民肖像棒球》

## 獎項紀錄
| 年份   | 獲提名       | 獎項                   | 結果 |
| ------ | ------------ | ---------------------- | ---- |
| 2001年 | 《流氓教授》 | 第36屆金鐘獎最佳男配角 | 提名 |
| 2008年 | 《娘家》     | 第43屆金鐘獎最佳男配角 | 提名 |

## 外部連結
- 李興文News Lee夜總會〈 粉絲團 〉官方的Facebook專頁
- 李興文NewsLee的新浪微博
- 李興文在香港影庫上的簡介
- 李興文在豆瓣上的资料（简体中文）
- 李興文在时光网上的簡介（简体中文）